# Lafayette Square
Lafayette Square es un parque público de 30 000 m² de superficie situado dentro del Parque del Presidente en Washington D. C. (Estados Unidos), justo al norte de la Casa Blanca y junto a la H Street. Está bordeada por Jackson Place al oeste, Madison Place al este y la Avenida Pensilvania al sur. Recibe su nombre en honor a Gilbert du Motier, marqués de La Fayette, un aristócrata francés y héroe de la Guerra de Independencia de los Estados Unidos (1775–1783), y contiene varias estatuas de héroes europeos de la guerra, entre ellos La Fayette, y en su centro una famosa estatua ecuestre del presidente y general de principios del siglo xix Andrew Jackson. La plaza y los edificios que la rodean fueron reconocidos como distrito histórico de Lafayette Square en 1970.

## Proyectos iniciales

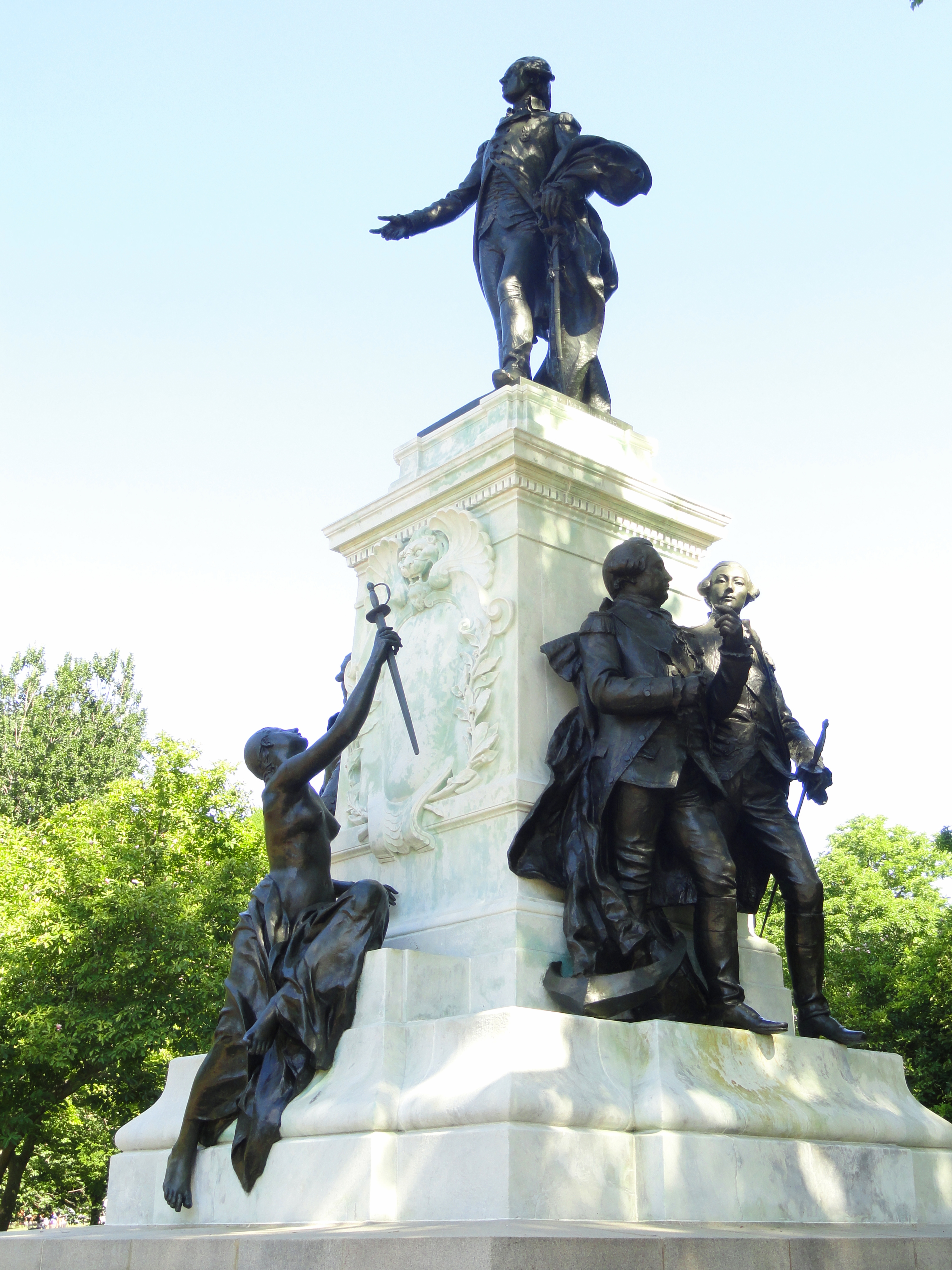
Mayor general Gilbert, marqués de Lafayette, una estatua realizada por Alexandre Falguière y Antonin Mercié, 1891.

Planeado como parte de los lugares de paseo que rodean la Casa Blanca, originalmente la plaza formaba parte del Parque del Presidente, que es la unidad mayor del Servicio de Parques Nacionales que también incluye los terrenos de la Casa Blanca, La Elipse, el Edificio de la Oficina Ejecutiva Eisenhower y el Treasury Building. En 1804, el presidente Thomas Jefferson hizo que la Avenida Pensilvania atravesara ese parque y separó la futura Lafayette Square de los terrenos de la Casa Blanca. En 1824, el parque fue renombrado oficialmente en honor al marqués de La Fayette, el general francés cuya implicación fue indispensable para conseguir la victoria en la Guerra de Independencia de los Estados Unidos.
En Lafayette Square se encuentra la Decatur House, llamada así en honor al héroe de la guerra naval Steven Decatur. Usada para el comercio de esclavos, es uno de los pocos ejemplos que se conservan de un mercado de esclavos urbano.

## Primeros años

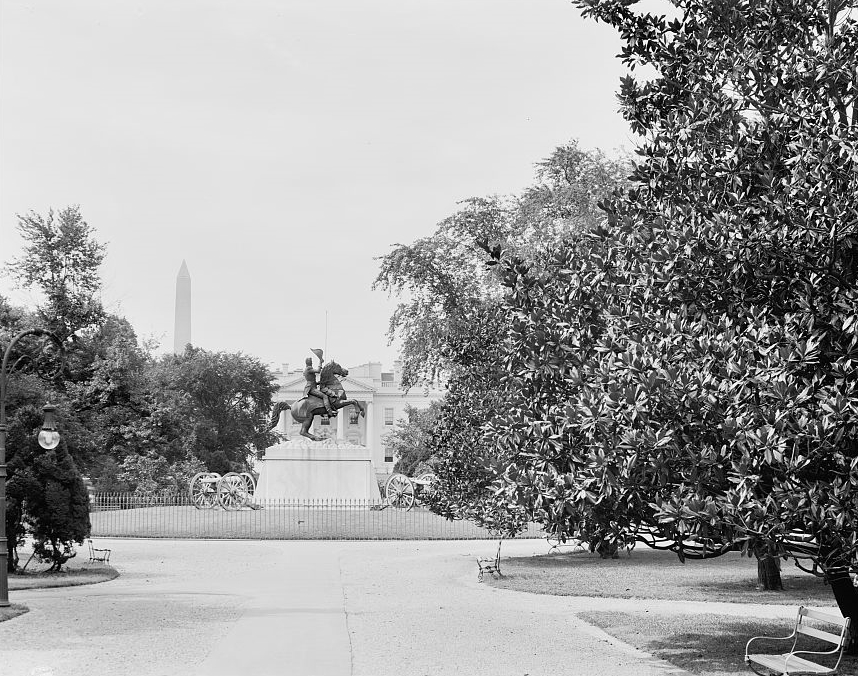
La estatua de Andrew Jackson (ca. 1900) realizada por Clark Mills fue erigida en Lafayette Square en 1853.

El terreno en el que se encuentra la actual Lafayette Square se ha usado en diferentes épocas como «una pista de carreras, un cementerio, un zoo, un mercado de esclavos, un campamento militar durante la guerra anglo-estadounidense de 1812 y un lugar de realización de muchas manifestaciones y celebraciones». A principios y mediados del siglo xix, alrededor de la plaza se encontraban las casas de los residentes más ilustres de Washington, incluidos William Wilson Corcoran, Martin Van Buren, Henry Clay, Dolley Madison, John Hay y Henry Adams.
En 1851, Andrew Jackson Downing recibió el encargo del presidente Millard Fillmore de ajardinar Lafayette Square en estilo pintoresco. El 27 de febrero de 1859, el miembro de la Cámara de Representantes Daniel Sickles asesinó a Philip Barton Key II en Lafayette Square, tras descubrir que tenía una aventura con su esposa.

## sigloXX

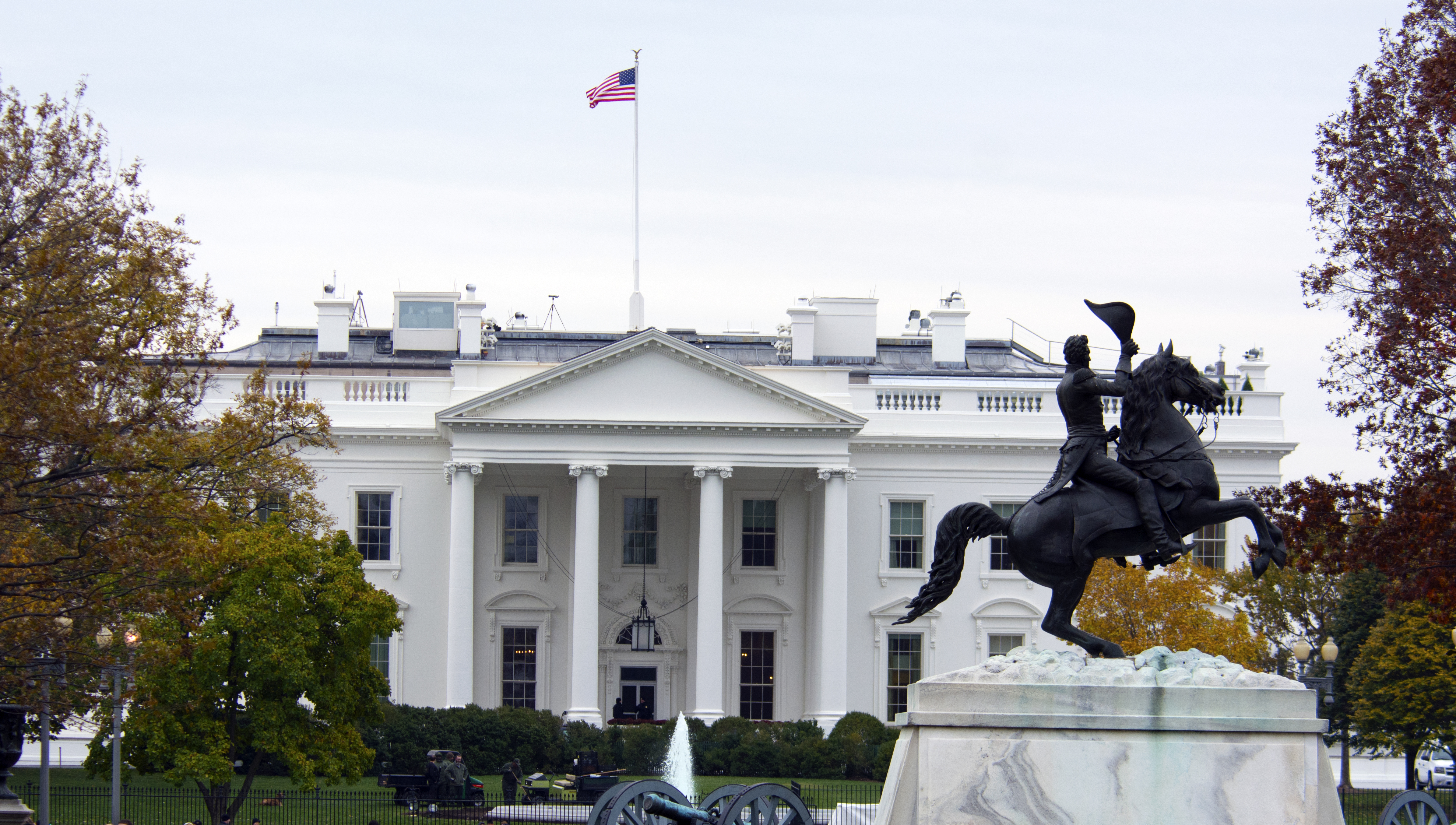
La estatua ecuestre del presidente Andrew Jackson, realizada por Clark Mills y erigida en 1853.

En el siglo xx, los alrededores de la plaza se convirtieron en una zona menos residencial, y los edificios fueron ocupados cada vez más por oficinas y grupos profesionales, especialmente a partir de la década de 1920. La última residente, Mary Chase Morris de la O'Toole House (730 Jackson Place), murió durante la Gran Depresión, y su antigua residencia se transformó en un edificio de oficinas.
La configuración actual del parque data de la década de 1930. Alberga cinco grandes estatuas. En el centro se encuentra la estatua ecuestre del presidente Andrew Jackson, realizada por Clark Mills y erigida en 1853, la primera estatua de bronce realizada en los Estados Unidos. En las cuatro esquinas hay estatuas de héroes extranjeros de la Guerra de Independencia:
- Mayor general marqués Gilbert de Lafayette (que representa al marqués de La Fayette, francés, realizada por los escultores Alexandre Falguière y Antonin Mercié, instalada en 1891);[10]
- Mayor general conde Jean de Rochambeau (que representa al conde de Rochambeau, francés, realizada por el escultor Fernand Hamar, inaugurada en 1902);[11]
- General de brigada Thaddeus Kosciuszko (que representa a Tadeusz Kościuszko, polaco, realizada por el escultor Antoni Popiel, inaugurada en 1910);[12]
- Mayor general Friedrich Wilhelm von Steuben (que representa al barón von Stueben, de Prusia, realizada por el escultor Albert Jaegers, inaugurada en 1910).[13]

Lafayette Square fue un lugar popular de cancaneo homosexual para hombres homosexuales hasta el terror lila de la década de 1950.
En la década de 1970, Lafayette Square albergaba una gran población de ardillas grises de las Carolinas, posiblemente «la mayor densidad de ardillas registrada en la literatura científica», que eventualmente destruyeron muchos árboles y flores del parque. Los grandes números de ardillas se sostenían porque el público las sobrealimentaba y también porque el Servicio de Parques Nacionales había instalado y mantenido cajas nido en el parque. En 1985 y 1987, el problema se resolvió gracias a un proyecto que hizo que se retiraran las cajas nido y que muchas ardillas fueran capturadas y trasladadas fuera de Lafayette Square, al Fort Dupont Park y otros lugares.
En 1989, los agentes de la Administración de Control de Drogas realizaron una compra encubierta de crack en Lafayette Square que el presidente George H. W. Bush mostró en un discurso nacional que formaba parte de su guerra contra las drogas.
Thomas y Concepción Picciotto iniciaron la White House Peace Vigil, la vigilia antinuclear más larga de la historia de los Estados Unidos, en Lafayette Square.

## Protestas de junio de 2020
Durante la presidencia de Donald Trump, el 1 de junio de 2020, en medio de las protestas masivas por todo el país tras el asesinato de George Floyd en Minneapolis, Lafayette Square fue despejada de manifestantes pacíficos por la policía con equipo antidisturbios usando gas lacrimógeno, por órdenes del fiscal general William Barr. Barr ordenó el controvertido despeje de la plaza para que Donald Trump pudiera caminar desde la Casa Blanca hasta la iglesia de san Juan para un photocall, que los medios de comunicación condenaron por el uso excesivo de la fuerza y por violar el derecho de reunión reconocido por la Primera Enmienda.
El 2 de junio, la United States Park Police emitió un comunicado en el que afirmaba que el despeje de Lafayette Square fue necesario por la «destrucción de propiedad pública» y porque los manifestantes «tiraban proyectiles como ladrillos, botellas de agua congelada y líquidos cáusticos». Sin embargo, posteriores investigaciones de los medios, incluida una reseña del Washington Post, no lograron encontrar pruebas de que se hubieran tirado esos objetos.
El 22 de junio, los manifestantes intentaron derribar la estatua de Andrew Jackson situada en el centro de la plaza. Tras este incidente, Lafayette Square fue cerrada al público. Volvió a abrir el 10 de mayo de 2021.